# Курне, Фредерик Этьенн
Фредерик Этьенн Курне (фр. Frédéric Cournet; 25 декабря 1837, Париж — 23 мая 1885, там же) — французский политик, революционер, журналист, деятель Парижской коммуны.

## Биография
Сын бывшего военно-морского офицера, одного из организаторов Государственного переворота 2 декабря 1851 г..
Работал на нескольких профессиях (железнодорожник, коммивояжер и т. д.), в 1868 году стал сотрудником и редактором газеты Шарля Делеклюза «Ревей» («Le Réveil»).
Во время франко-прусской войны 1870—1871 гг. участвовал в обороне Парижа, командовал батальоном национальной гвардии Монмартра. В 1870 году выступил против капитулянтской политики Правительства.
В феврале 1871 г. стал депутатом Национального собрания Франции. Избранный в марте 1871 года членом Парижской коммуны, Курне отказался от мандата депутата Национального собрания. Вместе с другими депутатами предпринял неудачную попытку примирения между коммунарами и правительством Адольфа Тьера.
Был избран членом Комиссии общественной безопасности, Исполнительной комиссии, Военной комиссии. Примыкал к бланкистско-якобинскому «большинству». Во время Кровавой недели пытался противостоять расправе над заложниками.
После падения Коммуны эмигрировал в Великобританию, заочно был приговорён к смертной казни.
В ноябре 1871 года кооптирован в Генеральный совет 1-го Интернационала. Делегат Гаагского конгресса (1872) 1-го Интернационала. После амнистии 1880 года вернулся во Францию, стал одним из руководителей бланкистов в Лионе и Париже, возобновил журналистскую деятельность.

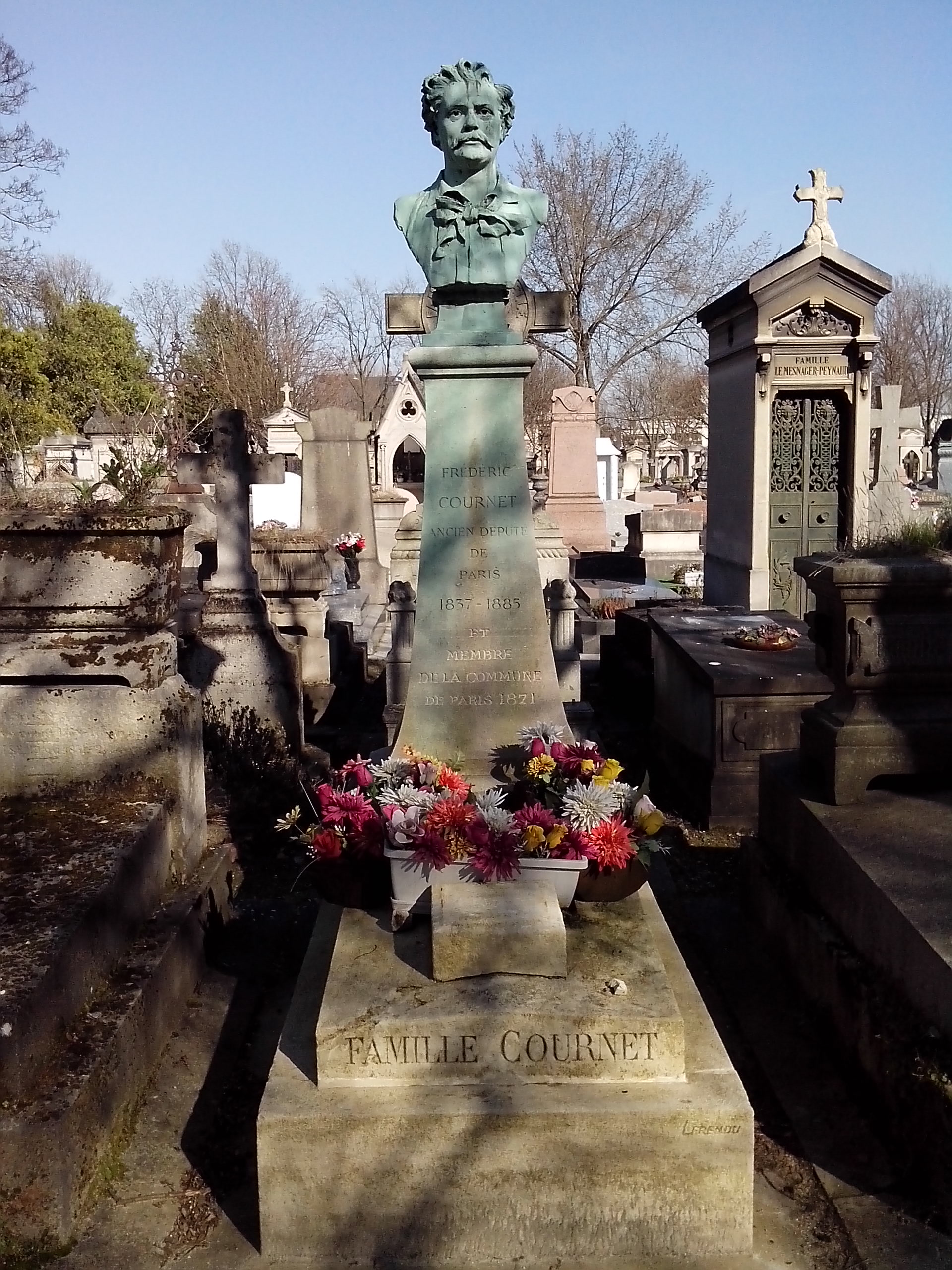
Могила Курне на Кладбище Пер-Лашез

Похоронен на Кладбище Пер-Лашез.